# Bad Breisig

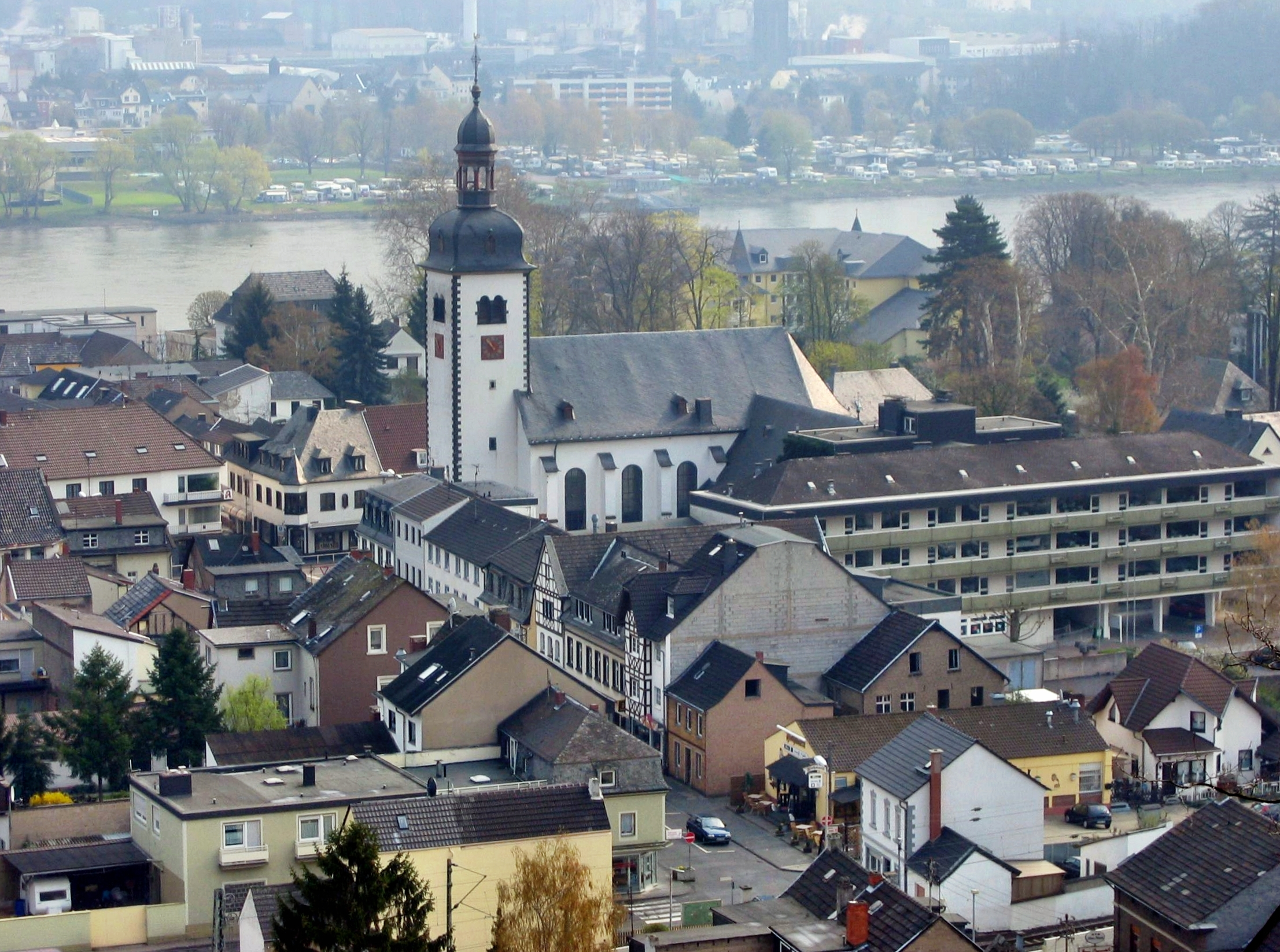
Bad Breisig

Bad Breisig este un oraș din landul Renania-Palatinat, Germania.